# Career
 Career és una pel·lícula estatunidenca dirigida per Joseph Anthony i estrenada el 1959.

## Argument
El director i actor Maurice "Maury" Novak (Dean Martin) treballa amb l'actor Sam Lawson (Tony Franciosa) en un grup teatral de poble més tard definit com a "subversiu" per a les seves visions liberals. Novak marxa del teatre per convertir-se en un conegut director de Hollywood fins que el posen en una llista negra.
Els dos homes coneixen Sharon Kensington (Shirley MacLaine), que és la filla alcohòlica del poderós productor del Broadway Robert Kensington (Robert Middleton).
Lawson contínuament intenta establir-se com a actor, patint el rebuig malgrat la seva dedicació i passió pel teatre. Li costa la seva primera dona, interpretada per Joan Blackman. L'agent de Lawson, Shirley Drake (Carolyn Jones) intenta aconseguir-li feina i lentament es comença a aixecar, fins i tot aconseguint un paper en una producció de Kensington. Quan està a punt de tenir un paper principal en una sèrie de TV, s'investiga la seva lleialtat i es descobreixen els lligams amb Novak i el seu teatre presumptament "subversiu".
De la mateixa manera que Novak s'ha retirat, Lawson, ara a la llista negra, reflectint les realitats de la vida dels actors de la llista, és forçat a considerar un treball com a cambrer.
Novak torna, prometent començar de nou en un teatre de l'off-Broadway. Ofereix a Lawson la possibilitat de treballar junts una altra vegada. Després d'angoixar-se, Lawson accepta l'oferta, i amb els antecedents a la llista negra, la nova obra té èxit i la porta a Broadway. Amb un Lawson com un actor principal, Drake, que s'ha enamorat de Lawson, li demana en l'escena final, pensant en les seves lluites i humiliació, si "valia la pena."
"Sí", diu Lawson. "valia la pena."

## Repartiment
- Dean Martin: Maurice «Maury» Novak
- Anthony Franciosa: Sam Lawson
- Shirley MacLaine: Sharon Kensington
- Carolyn Jones: Shirley Drake
- Joan Blackman: Barbara Lawson Helmsley
- Robert Middleton: Robert Kensington

## Premis i nominacions

### Premis
- 1960. Globus d'Or al millor actor dramàtic per Anthony Franciosa

### Nominacions
- 1960. Oscar a la millor fotografia per Joseph LaShelle
- 1960. Oscar a la millor direcció artística per Hal Pereira, Walter H. Tyler, Sam Comer i Arthur Krams
- 1960. Oscar al millor vestuari per Edith Head